# باري كرامر
باري كرامر (بالإنجليزية: Barry Kramer)‏ مواليد 10 نوفمبر 1942 في سكنيكتادي، هو لاعب كرة سلة أمريكي سابق. بدأ مسيرته الاحترافية في سنة 1964. اختير من قبل فريق غولدن ستايت ووريورز خلال الدرافت. بلغ طوله 6 قدم 4 بوصة (1.9 م). اعتزل اللعب في 1970.

## المسيرة الاحترافية
لعب مع غولدن ستايت ووريورز في موسم 1964–1965، ثم لعب مع نيويورك نيكس في سنة 1965، ثم لعب مع بروكلين نتس في موسم 1969–70 .

## روابط خارجية
- باري كرامر على موقع إن بي أي (الإنجليزية)
- باري كرامر على موقع سبورتس رفرنس (الإنجليزية)
- باري كرامر على موقع كلية كرة السلة في سبورتس رفرنس.كوم (الإنجليزية)
- باري كرامر على موقع ريلجم (الإنجليزية)
- باري كرامر على موقع بروبوليرز (الإنجليزية)